# Lindsey McKeon
Lindsey McKeon (Summit, Nova Jérsei, 11 de Março de 1982) é uma atriz estadunidense, duas vezes indicada ao Daytime Emmy, mais conhecida por interpretar Marah Lewis em Guiding Light e Katie Peterson em Saved by the Bell: The New Class.
McKeon também interpretou uma das personagens principais em Opposite Sex e teve um papel recorrente em Boy Meets World, bem como participações em outras séries de televisão como Grounded for Life, Odd Man Out, Maybe It's Me, 3rd Rock from the Sun,  One Tree Hill, e mais recentemente, Supernatural.

## Filmografia

### Televisão
- 2007 Veronica Mars como Trish
- 2007 Without a Trace como Sarah
- 2007 Cold Case como Diane Gilbert
- 2006 Supernatural como Tessa
- 2005 It's Always Sunny in Philadelphia como Rebecca Keane
- 2005 One Tree Hill como Taylor James
- 2005 CSI: Miami como Noelle
- 2004 Guiding Light como Marah Lewis
- 2002 Maybe It's Me como Crystal
- 2002 Grounded for Life como Kelli
- 2000 Opposite Sex como Stella
- 2000 3rd Rock from the Sun como Tiffany
- 2000 Saved by the Bell: The New Class como Katie Peterson
- 1999 Odd Man Out como Kendall
- 1998 Boy Meets World como Libby Harper

### Cinema
- 2008 Repo como Dominique
- 2005 Chastity como Chastity
- 2003 Shredder como Kimberly Van Arx

## Prêmios
| Ano  | Premiação           | Categoria                                                     | Indicado(s)                                             | Resultado |
| ---- | ------------------- | ------------------------------------------------------------- | ------------------------------------------------------- | --------- |
| 2003 | Daytime Emmy        | Melhor atriz jovem em uma telenovela                          | Lindsey McKeon por Guiding Light                        | Indicado  |
| 2002 | Daytime Emmy        | Melhor atriz jovem em uma telenovela                          | Lindsey McKeon por Guiding Light                        | Indicado  |
| 2000 | YoungStar Awards    | Melhor atriz jovem em uma série do daytime                    | Lindsey McKeon por Saved by the Bell: The New Class     | Indicado  |
| 1999 | YoungStar Awards    | Melhor atriz jovem em uma série do daytime                    | Lindsey McKeon por Saved by the Bell: The New Class     | Indicado  |
| 1998 | YoungStar Awards    | Melhor atriz jovem em uma série do daytime                    | Lindsey McKeon por Saved by the Bell: The New Class     | Indicado  |
| 1997 | Young Artist Awards | Melhor elenco em uma série de TV direcionada ao público jovem | dividido com elenco de Saved by the Bell: The New Class | Indicado  |